# Dobieszowice (Silésie)
Pour les articles homonymes, voir Dobieszowice.
Dobieszowice (prononciation : [dɔbʲɛʂɔˈvʲit͡sɛ]) est une localité polonaise de la gmina de Bobrowniki, située dans le powiat de Będzin en voïvodie de Silésie.